# Fermín López
Fermín López Marín (sinh ngày 11 tháng 5 năm 2003) là một cầu thủ bóng đá chuyên nghiệp người Tây Ban Nha hiện đang thi đấu cho câu lạc bộ La Liga Barcelona và đội tuyển bóng đá quốc gia Tây Ban Nha. Vị trí sở trường của anh là tiền vệ tấn công, song anh cũng có thể thi đấu tốt ở cả vị trí tiền vệ trung tâm hoặc tiền vệ cánh.

## Sự nghiệp

### Sự nghiệp ban đầu
Sinh ra ở El Campillo, Huelva, Andalusia, López bắt đầu chơi bóng đá với câu lạc bộ địa phương CD FB El Campillo, và sau đó chơi ở Recreativo de Huelva trước khi chuyển đến Real Betis vào năm 2012. Vào mùa hè năm 2016, anh chuyển đến học viện trẻ của FC Barcelona.

## Danh hiệu
U-23 Tây Ban Nha
- Huy chương Vàng Thế vận hội Mùa hè: 2024[3]

Tây Ban Nha
- Giải bóng đá vô địch châu Âu: 2024[4]